# Ryan Hollingshead
Ryan Hollingshead (* 16. April 1991 in Sacramento, Kalifornien) ist ein US-amerikanischer Fußballspieler, der meist als rechter Verteidiger eingesetzt wird. Seit 2022 spielt er für Los Angeles FC.

## Karriere

### Collegefußball
Hollingshead spielte zwischen 2009 und 2012 Collegefußball an der University of California, Los Angeles (UCLA). An der UCLA bestritt er insgesamt 81 Spiele für die UCLA Bruins, in denen er 16 Tore erzielte und 21 weitere vorbereitete. Er wurde dreimal in seiner Karriere mit der All-Pac-12-Auszeichnung geehrt (2010-12) und 2012 zum Pac-12-Spieler des Jahres ernannt. Außerdem erhielt Hollingshead 2012 die NSCAA All-America-Auszeichnung und wurde in das NCAA All-Tournament Team 2011 gewählt, nachdem er die Bruins ins Halbfinale des College Cups geführt hatte. 2012 stand er in allen 19 Spielen der UCLA in der Startelf und führte zwischenzeitlich das Team mit 22 Punkten (7 Tore, 8 Assists) an.

### Vereinskarriere
Am 17. Januar 2013 wählte der FC Dallas Hollingshead in der zweiten Runde (als insgesamt 20.) des MLS SuperDraft 2013 aus. Trotz eines Vertragsangebots von Dallas entschied sich Hollingshead, das Angebot nicht anzunehmen, um seinem Bruder beim Bau einer Kirche in Sacramento zu helfen und in Haiti in einem Waisenhaus zu arbeiten.
Am 9. Dezember 2013 unterzeichnete er nun doch einen Vertrag beim FC Dallas. Hollingshead absolvierte sein Pflichtspieldebüt in der MLS am 31. Mai 2014 bei der 2:1-Niederlage bei den San José Earthquakes. Sein erstes Tor für Dallas erzielte er am 21. März 2015 gegen Philadelphia Union.
Am 6. Januar 2017 wurde Hollingshead beim Versuch einem liegengebliebenen Autofahrer zu helfen, auf eisglatter Straße von einem Fahrzeug erfasst und dabei neun Meter hoch in die Luft geschleudert. Durch den Zusammenstoß erlitt er drei gebrochene Halswirbel, wodurch er den Saisonstart der Saison 2017 verpasste. Nach der Saison wurde er als „MLS WORKS Humanitarian of the Year“ ausgezeichnet.
Am 10. Februar 2022 wurde Hollingshead in einem Trade an Los Angeles FC abgegeben. Im Gegenzug wechselte Marco Farfan zum FC Dallas.